# Cyperus papyrus
El papiro (Cyperus papyrus) es una especie  de planta palustre, del género Cyperus, de la familia de las ciperáceas. Está constituido por un tallo de sección triangular cuyo extremo superior porta hojas dispuestas en estrella.

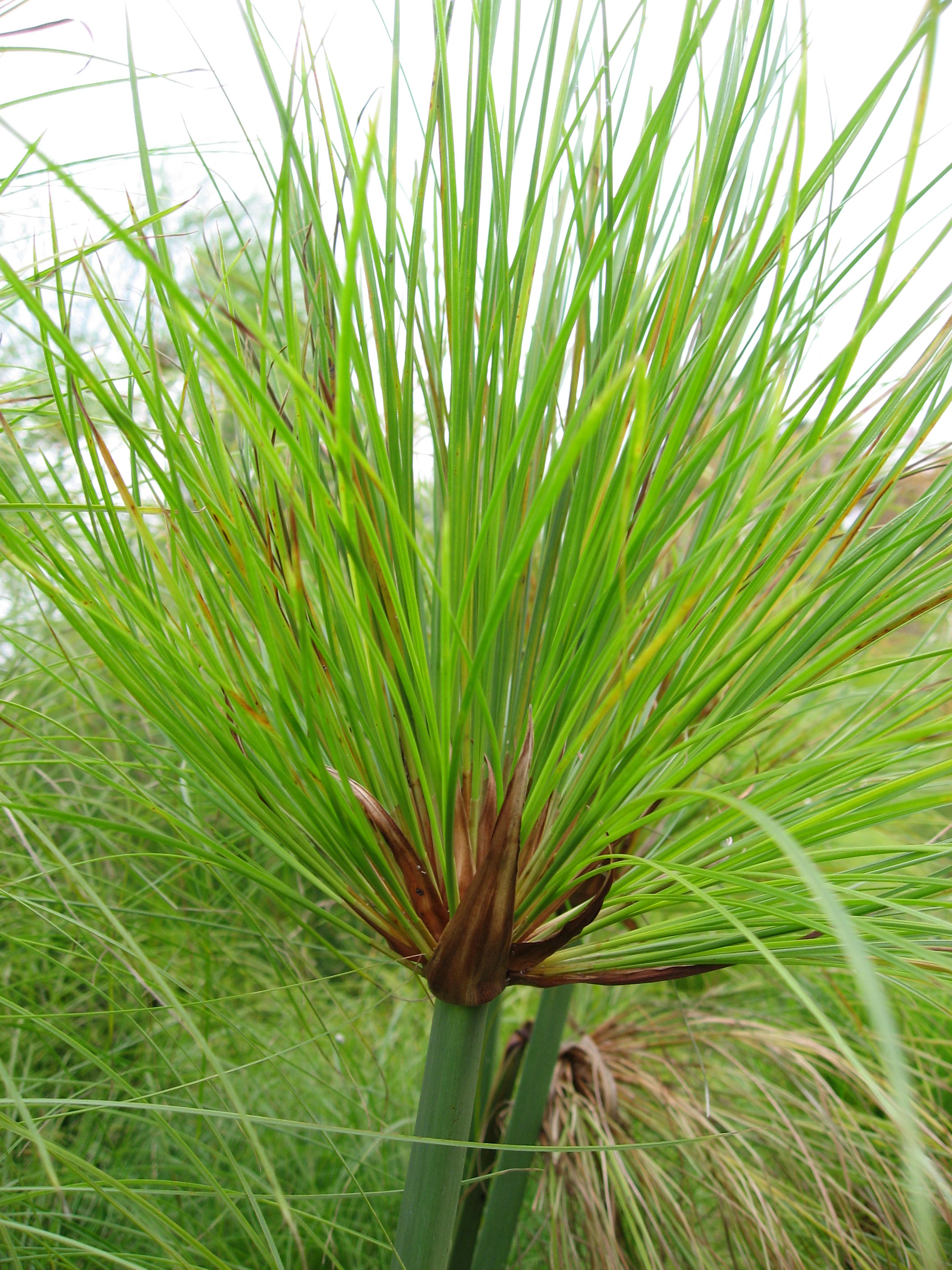
Detalle de la planta

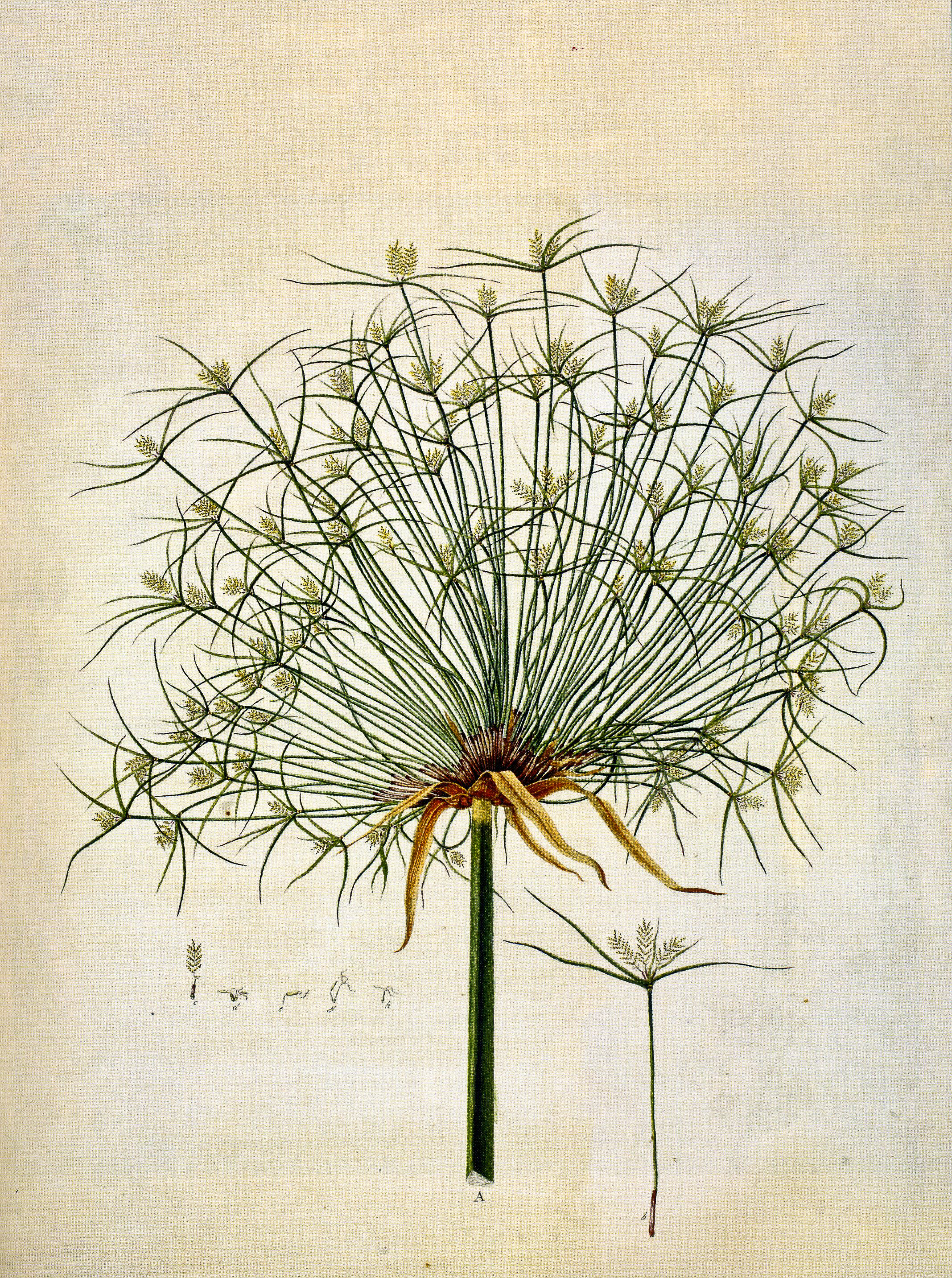
Ilustración

## Características
Cyperus papyrus es una planta originaria de la cuenca del mar Mediterráneo, que alcanzó una gran difusión en Egipto, donde crece en las orillas del río Nilo y su delta. Era utilizado para elaborar los antiguos papiros manuscritos. En la actualidad, destruido por el hombre, su cantidad en el Nilo ha disminuido sensiblemente en los últimos siglos, debido a que obstruía las vías fluviales y los canales de riego.
Las plantas forman matorrales densos, que pueden alcanzar de tres a cinco metros de longitud, y hasta seis metros a su ápice. Vive sobre terrenos arenosos y colmados de humedad, con abundante radiación solar durante todo el año, pudiendo tener el pie de su tronco totalmente sumergido en el agua.
Tiene largos troncos (culmos) granizos, cuya sección triangular es de un grosor de varios centímetros en los ejemplares más grandes. Estos falsos tallos están coronados por un penacho liviano y plumoso en abanico, formado exclusivamente por hojas, o por tallos que llevan espigas; los nuevos brotes surgen siempre del mismo segmento. Las hojas son de color verde jade, largas, delgadas y firmes. Las espigas, marrones, de diez a treinta cm de largo, están rodeadas de brácteas muy similares a las hojas.
El papiro se multiplica principalmente a través de sus rizomas, de los que brotan nuevos troncos a intervalos regulares. Produce también semillas que pueden ser transportadas por el viento, pero esta forma de reproducción es de menor importancia. Tolera temperaturas de 20 a 33 °C, y pH entre 6 y 8,5. Bioquímicamente, realiza su síntesis de carbohidratos por la más eficiente vía de 4 carbonos.
En las riberas cubiertas de papiros, solo los animales grandes y pesados —como elefantes o hipopótamos— podían abrirse camino, y los demás seres utilizaban estas trochas para transitar.

## Taxonomía
Cyperus papyrus fue descrita por Carlos Linneo   y publicado en Species Plantarum 1: 47, en 1753.
Etimología
Cyperus: nombre genérico que deriva del griego y que significa "junco".
papyrus: epíteto latino que significa "de papel".
Variedades
- Cyperus papyrus madagascariensis (Willd.) Kük.
- Cyperus papyrus nyassicus (Chiov.) Kük.
- Cyperus papyrus papyrus
- Cyperus papyrus zairensis (Chiov.) Kük.[3]

Sinonimia
- Chlorocyperus papyrus (L.) Rikli[4][5]